# Jan van Loon (circa 1230-1279)
Jan I van Loon (circa 1230-1279) was de oudste zoon van graaf Arnold IV van Loon en gravin Johanna van Chiny. In 1273 volgde hij zijn vader op als twaalfde graaf van Loon. 
Jan huwde in 1258 zijn eerste vrouw Mathilde van Gulik (circa 1235-circa 1266), dochter van graaf Willem IV van Gulik. Daardoor kwam hij ook in het bezit van  Heinsberg, en Leeuwenberg. Daarbij kreeg hij ook de titel 'van Gulik'. 
Na zijn dood in 1279 volgde zijn zoon Arnold hem op als heer van Loon. Andere kinderen uit dit huwelijk waren Maria van Loon, Lodewijk en Willem.
Hij trouwde later in 1266 met Isabella van Condé (ca. 1245-) de dochter van Jan II de Montmirail 1e heer van Condé.  Uit zijn tweede huwelijk werden twee kinderen geboren:
- Jan II van Loon heer van Agimont (1268-1310), deze trouwde in 1285 met Marie van Nesle (1270-1328).
- Jacquemin van Loon, kanunnik in Luik

## Voorouders
| Voorouders van Jan van Loon | Voorouders van Jan van Loon                                | Voorouders van Jan van Loon                                | Voorouders van Jan van Loon                                | Voorouders van Jan van Loon                                | Voorouders van Jan van Loon                                          | Voorouders van Jan van Loon                                          | Voorouders van Jan van Loon                                          | Voorouders van Jan van Loon                                          |
| --------------------------- | ---------------------------------------------------------- | ---------------------------------------------------------- | ---------------------------------------------------------- | ---------------------------------------------------------- | -------------------------------------------------------------------- | -------------------------------------------------------------------- | -------------------------------------------------------------------- | -------------------------------------------------------------------- |
| Overgrootouders             | Gerard van Loon (1171-1194) ∞ Adelheid van Gelre (-1212)   | Gerard van Loon (1171-1194) ∞ Adelheid van Gelre (-1212)   | Sibodo III van Zimmern (-) ∞ ? (-)                         | Sibodo III van Zimmern (-) ∞ ? (-)                         | Lodewijk III van Chiny (-1189) ∞ Sophie (-1207)                      | Lodewijk III van Chiny (-1189) ∞ Sophie (-1207)                      | Jacob van Avesnes (1150-1191) ∞ 1228 Adela van Guise (1150-1207)     | Jacob van Avesnes (1150-1191) ∞ 1228 Adela van Guise (1150-1207)     |
| Grootouders                 | Gerard III van Rieneck (-) ∞ Kunigunda van Zimmern (-)     | Gerard III van Rieneck (-) ∞ Kunigunda van Zimmern (-)     | Gerard III van Rieneck (-) ∞ Kunigunda van Zimmern (-)     | Gerard III van Rieneck (-) ∞ Kunigunda van Zimmern (-)     | Lodewijk IV van Chiny (1180-1226) ∞ Mathilde van Avesnes (1190-1237) | Lodewijk IV van Chiny (1180-1226) ∞ Mathilde van Avesnes (1190-1237) | Lodewijk IV van Chiny (1180-1226) ∞ Mathilde van Avesnes (1190-1237) | Lodewijk IV van Chiny (1180-1226) ∞ Mathilde van Avesnes (1190-1237) |
| Ouders                      | Arnold IV van Loon (-1273) ∞ Johanna van Chiny (1205-1271) | Arnold IV van Loon (-1273) ∞ Johanna van Chiny (1205-1271) | Arnold IV van Loon (-1273) ∞ Johanna van Chiny (1205-1271) | Arnold IV van Loon (-1273) ∞ Johanna van Chiny (1205-1271) | Arnold IV van Loon (-1273) ∞ Johanna van Chiny (1205-1271)           | Arnold IV van Loon (-1273) ∞ Johanna van Chiny (1205-1271)           | Arnold IV van Loon (-1273) ∞ Johanna van Chiny (1205-1271)           | Arnold IV van Loon (-1273) ∞ Johanna van Chiny (1205-1271)           |
| Jan van Loon (–1279)        |                                                            |                                                            |                                                            |                                                            |                                                                      |                                                                      |                                                                      |                                                                      |